# Air Alliance

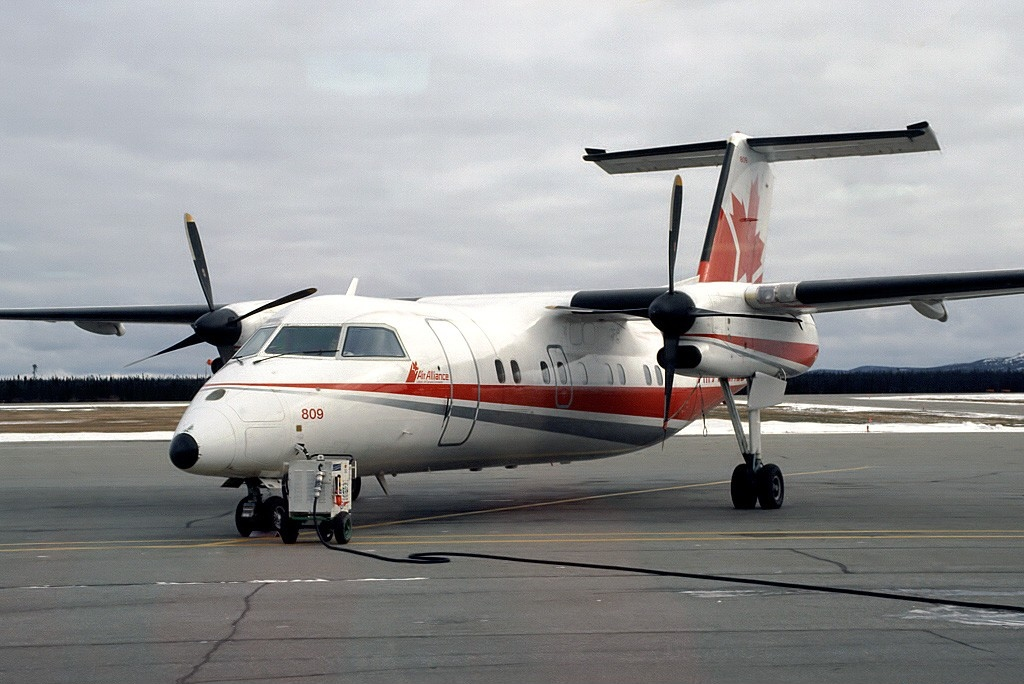
Eine De Havilland Canada DHC-8 der Air Alliance, 1991

Air Alliance war ein von 1988 bis 1999 agierendes Luftfahrtunternehmen mit Sitz in Sainte-Foy, Québec in Kanada. Ihr IATA-Code war 3J, der ICAO-Code AAQ. Das Unternehmen wurde von Robert Perrault geleitet, bis es in Air Nova und dann später in Air Canada Jetz, einer Tochter von Air Canada aufging. Die Fluggesellschaft flog 1994 und 1995 jährlich circa 350.000 Passagiere.
Die Gesellschaft war mit De Havilland Canada DHC-8-100 unterwegs.